# Lac Naococane
Der Lac Naococane ist ein See in der Verwaltungsregion Nord-du-Québec der kanadischen Provinz Québec.

## Lage
Der Lac Naococane liegt ungefähr 225 km nordöstlich des Lac Mistassini in Zentral-Labrador. 
Der See liegt im Bereich des Kanadischen Schildes auf 550 m Höhe. 
Der Lac Naococane hat eine Länge von 26 km und eine Breite von 18 km. Die Seefläche einschließlich Inseln beträgt 387 km². Die Wasserfläche beträgt etwa 300 km². Der See ist von mehr als 500 kleineren und größeren Inseln übersät. Der Lac Naococane besitzt keine größere freie Wasserfläche. Das Wasser des Lac Naococane fließt vom Nordwestufer zum westlich benachbarten Lac Artigny ab. Dieser wird vom Rivière Nichicun zum weiter westlich gelegenen Lac Nichicun entwässert. Dieser gilt als Ursprung des La Grande Rivière, der zur James Bay abfließt. 